# Walter Lawry Waterhouse
Walter Lawry Waterhouse MC (31 de agosto de 1887 – 9 de diciembre de 1969) fue un agrónomo y botánico australiano.

## Primeros años
Walter Waterhouse era aborigen de Maitland, Nueva Gales del Sur, tercer hijo del educador John Waterhouse, y nieto de wesleyano ministro Jabez Waterhouse. Se educó en el Sydney Boys’ High School, donde su padre era director; y, más tarde, en la Hawkesbury Agricultural College donde obtuvo un diploma en 1907. En algún momento, durante el período de 1906 a 1910, fue director del Colegio de la Misión Metodista de Varones, en Daviulevu, Fiyi. Existe una fotografía de él de esa época, en Australian Museum image "M. Whan, J.H.L. & W.L. Waterhouse, Davuilevu, Fiji". Se enlistó en la Segunda Guerra Mundial, siendo galardonado con la Cruz Militar.

## Carrera científica
En 1918, Waterhouse estudió en la Colegio Imperial de Ciencias y Tecnología, de Londres, donde obtuvo su diploma en 1921. Desarrolló variedades de trigo que resistía royas.

## Algunas publicaciones
- walter lawry Waterhouse. 1933. Mysterious behavior of a parasitic fungus, the rust disease of grains.
- -----------------------------------------. 1929. Australian rust studies. Editor University of Sydney
- -----------------------------------------. 1927. Studies in the inheritance of resistance to leaf rust, Puccinia anomala Rostr., in crosses of barley. 30 pp.
- t.h. Harrison, walter lawry Waterhouse. 1922. Note on the occurrence in New South Wales, Australia of the perfect stage of a sclerotinia causing brown rot of fruits. 10 pp.
- frederick Bickell Guthrie, lionel Cohen, walter lawry Waterhouse, walter wilson Froggatt, harald Ingemann Jensen. 1912. Pests and diseases of the coconut palm. Science bulletin, New South Wales. Dept. of Agriculture. Editor W.A. Gullick, gov. printer, 10 pp.
- walter lawry Waterhouse, john henry Waterhouse. 1878. Papers

## Honores
Miembro de
- Australian Academy of Science
- Sociedad Linneana de Londres[3]
- 1943: Medalla Clarke[4] por la Royal Society of New South Wales

- La abreviatura «W.L.Waterh.» se emplea para indicar a Walter Lawry Waterhouse como autoridad en la descripción y clasificación científica de los vegetales.[5]